# Valentine (canción de 5 Seconds of Summer)
«Valentine» es una canción de la banda australiana de pop rock 5 Seconds of Summer. Fue lanzada como el tercer sencillo del tercer álbum de estudio de la banda Youngblood el día 26 de agosto de 2018. La pista fue escrita por Luke Hemmings, Calum Hood, Ashton Irwin, Michael Elizondo y Justin Tranter.

## Antecedentes y lanzamiento
El tema fue escrito por Luke Hemmings , Calum Hood , Ashton Irwin , Michael Elizondo y Justin Tranter, mientras que la producción fue llevada a cabo Mike Elizondo. Se estrenó como el tercer sencillo del álbum Youngblood el 26 de agosto de 2018. Según el crítico Cameron Adams de news.com.au la pista suena extrañamente igual que la canción «Stressed Out» de Twenty One Pilots.

## Vídeo musical
El 26 de agosto de 2018 se lanzó un video musical visualizador para la canción en el canal de YouTube de la banda. El video muestra a la banda mostrando sus huesos como esqueletos en un video al estilo de Halloween.
El video musical de «Valentine» fue lanzado el 14 de septiembre de 2018. El video muestra a la banda como cabezas sobre un fondo negro, y la cámara enfoca sus bocas cantando las palabras o sus manos tocando instrumentos. El video fue codirigido por Andy DeLuca y el baterista Ashton Irwin, quien comentó: «La colaboración siempre ha sido una de las cosas más importantes sobre 5 Seconds Of Summer, desde el primer día de codirigir el video con Andy fue increíble. Hay algunas cosas que queríamos capturar; la androginia y el elemento femenino de la forma en que Luke actúa, así como el oscuro romance de la canción. En este video intentamos ser parte de cada detalle de lo que creamos».

## Lista de ediciones
Versión de 5 Seconds of Summer.

| N.º | Título                            | Duración |  |
| 1.  | «Valentine» (Radio single (5sos)) | 3:16     |  |

## Créditos y personal
Créditos adaptados de Genius.
- Ashton Irwin - composición, batería, vocales.
- Michael Clifford - guitarra, vocales
- Luke Hemmings - composición, guitarra, vocales.
- Calum Hood - composición, bajo, vocales.
- Mike Elizondo - composición, piano, programador de batería
- Justin Tranter - composición, productor ejecutivo
- Henry Lunetta - piano
- Brent Arrowood - ingeniero de grabación
- Adam Hawkins - ingeniero de grabación
- Mark “Spike” Stent - ingeniero de mezcla
- Michael Freeman - asistente de ingeniería
- Chris Gehringer - ingeniero de masterización
- Alonzo Lazaro - asistente de ingeniería de grabación

## Posicionamiento en listas
| Listas (2018-2019)              | Mejor posición |
| ------------------------------- | -------------- |
| Australia (ARIA)                | 85             |
| Bélgica (Ultratop) Flanders     | 19             |
| Bélgica (Ultratop) Wallonia     | 41             |
| Israel (Media Forest)           | 8              |
| República Checa (Rádio Top 100) | 6              |

## Certificaciones
| País (organismo certificador) | Certificación | Unidades certificadas |
| ----------------------------- | ------------- | --------------------- |
| Australia (ARIA)              | Oro           | 35 000                |

## Historial de lanzamiento
| País   | Fecha                | Formato                      | Discográfica    | Ref   |
| ------ | -------------------- | ---------------------------- | --------------- | ----- |
| Varios | 15 de junio de 2018  | Descarga digital y Streaming | Capitol Records | [ 3 ] |
| Varios | 26 de agosto de 2018 | Descarga digital y Streaming | Capitol Records | [ 1 ] |